# Ústavní soud Bulharska

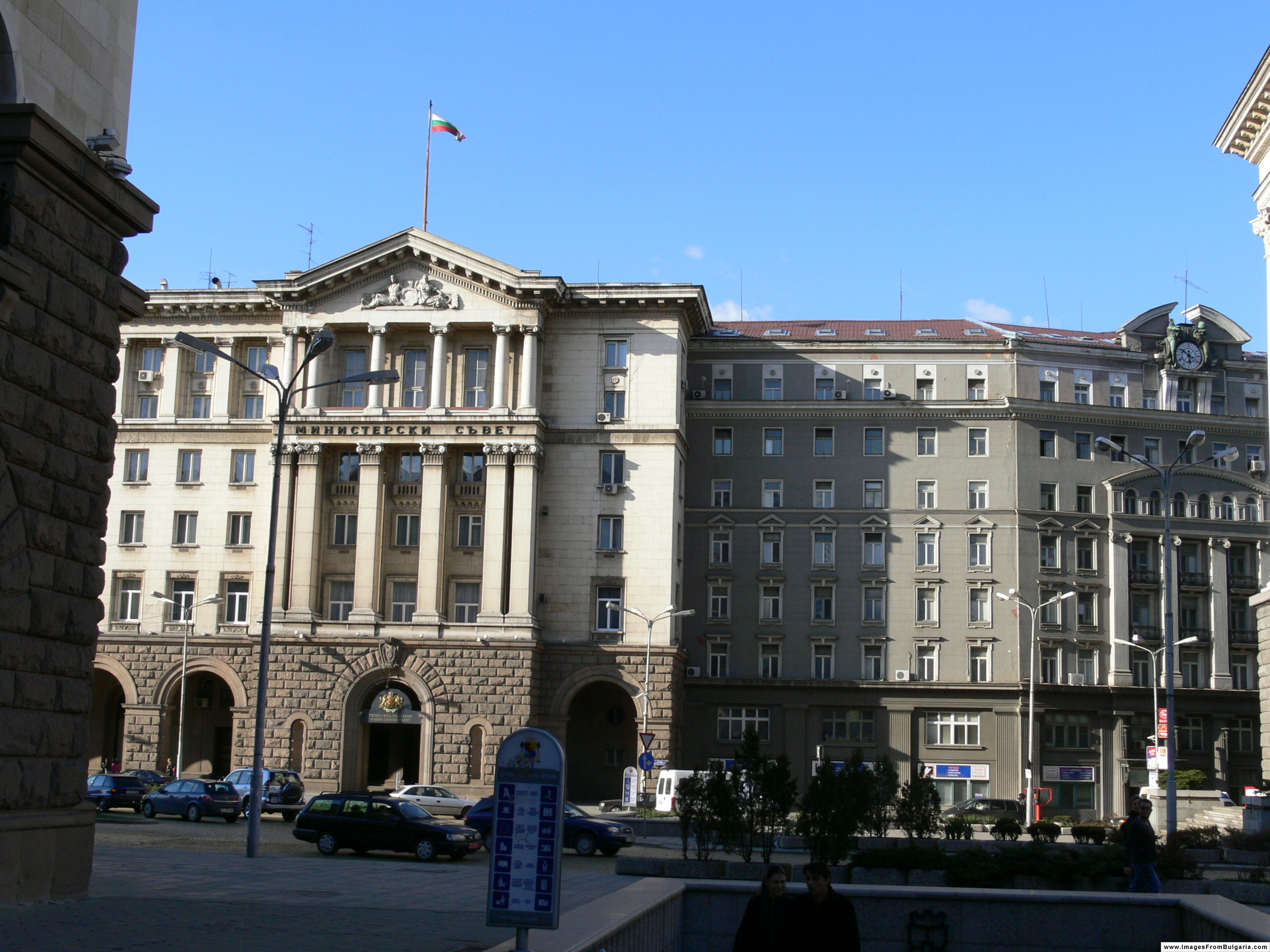
Soud sídlí v budově Rady ministrů, tj. vlády v Sofii.

Ústavní soud Bulharské republiky (bulharsky Конституционен съд на България) byl zřízen bulharskou ústavou z roku 1991. Má na starosti přezkoumávání ústavnosti zákonů a jiných právních aktů. Soud se skládá ze dvanácti členů jmenovaných na 9 let. Třetina je volena Národním shromážděním, třetina prezidentem a třetina je zvolena na valném shromáždění soudců Nejvyššího a Nejvyššího správního soudu. Rozhodnutí jsou přijímána při počtu alespoň sedmi hlasů.

## Předsedové
| Jméno                      | Doba                                  |
| -------------------------- | ------------------------------------- |
| Asen Dimitrov Manov        | 3. říjen 1991 – 18. říjen 1994        |
| Asen Dimitrov Manov        | 18. říjen 1994 – 14. říjen 1997       |
| Živko Stojanov Stalev      | 14. říjen 1997 – 19. říjen 2000       |
| Christo Veselinov Danov    | 19. říjen 2000 – 17. říjen 2003       |
| Rumen Petrov Jankov        | 28. říjen 2003 – 28. říjen 2003       |
| Nedelčo Krumov Beronov     | 28. říjen 2003 – 3. říjen 2006        |
| Vasil Stojanov Gocev       | 3. říjen 2006 – 8. listopad 2006      |
| Rumen Petrov Jankov        | 8. listopad 2006 — 9. říjen 2009      |
| Dimităr Velikov Tokušev    | 9. říjen 2009 – 16. listopad 2009     |
| Jevgeni Petrov Tančev      | 16. listopad 2009 – 15. listopad 2012 |
| Canka Todorovová Cankovová | 16. listopad 2012 – 3. březen 2013    |
| Dimităr Velikov Tokušev    | 3. březen 2013 –                      |